# Elektrická jednotka EN57

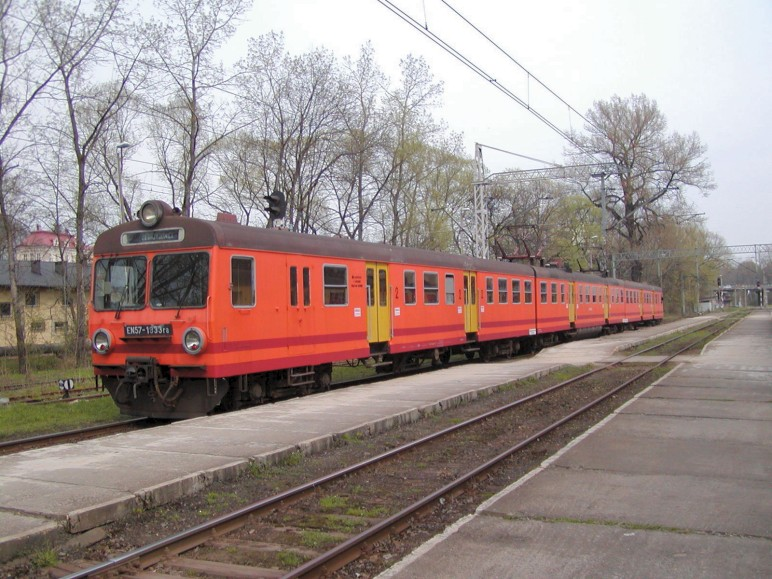
Jednotka EN57-1933 v Těšíně

EN57 je polské řadové označení třívozových elektrických jednotek vyráběných lokomotivkou Pafawag Wrocław. Prakticky shodné jednotky byly dodávány také do Jugoslávie, kde přešly k nástupnických železnicím Slovenske železnice jako řada 311 (všech 11 kusů ve třívozové verzi a 3 kusy ve čtyřvozové verzi již bylo zrušeno) a Hrvatske željeznice jako řada 6011 (ze tří kusů byly v roce 2007 v provozu ještě dvě modernizované třívozové jednotky). U prakticky všech polských regionálních dopravců (např. PKP Przewozy Regionalne, Koleje Mazowieckie, PKP Szybka Kolej Miejska w Trójmieście či Koleje Śląskie a dalších) s výjimkou dopravce Arriva se jedná o klíčový typ souprav.
Mezi lety 1963 až 1993 se vyrobilo více než 1400 těchto jednotek. V současné době prochází část polských souprav modernizací na řadu EN57-2 (výměna interiér souprav, modernizace stanoviště strojvedoucího, výměna čel), část jednotek s novým typovým označením 14WE (řada EN61) získává i zcela novou skříň. K modernizaci se využívá několika souprav, ve financování pomáhá Evropská unie.
V Česku je známá pod přezdívkou Dřevolíno.